# 愛知県道231号米野木莇生線

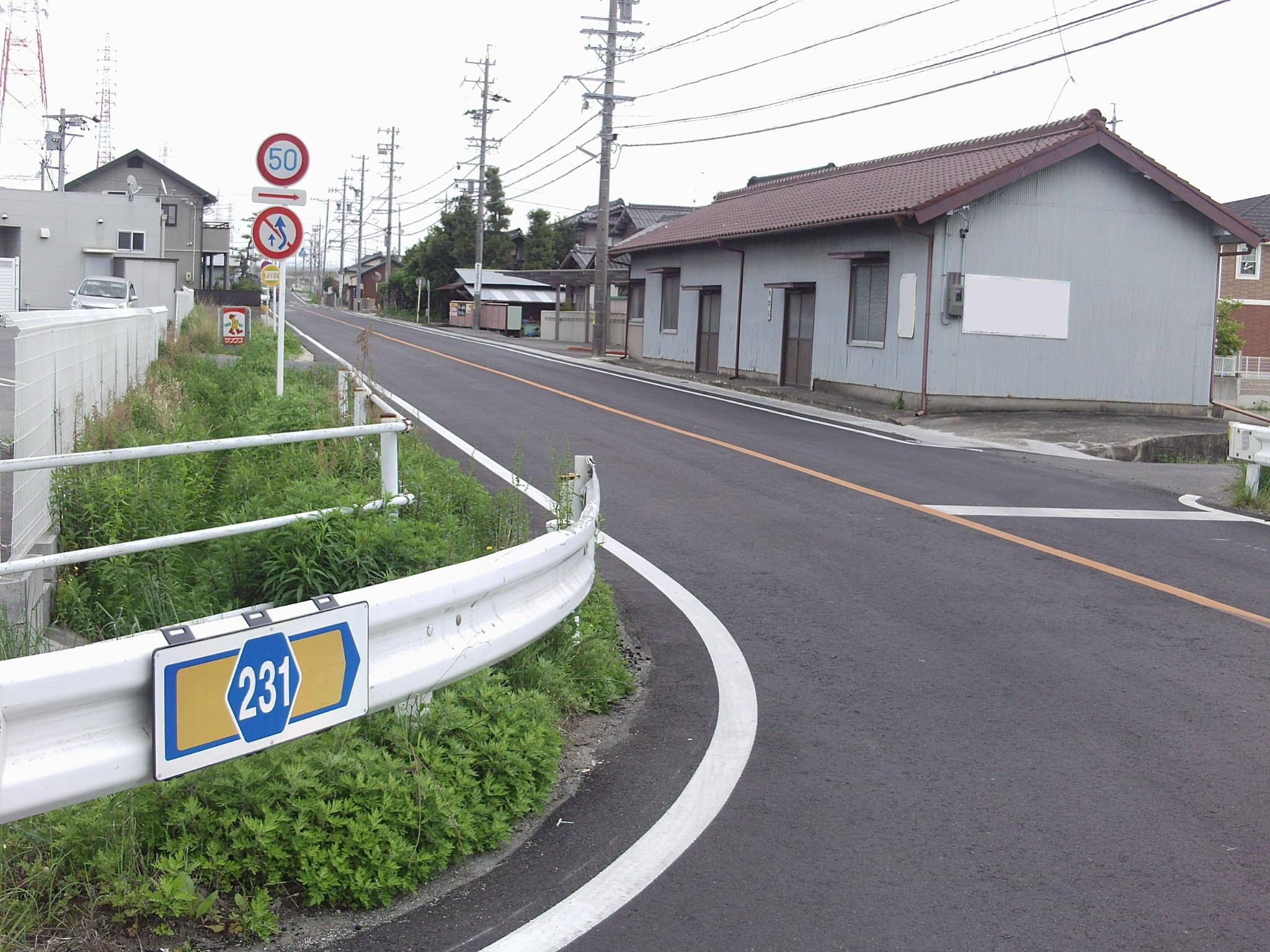
起点の五反田交差点。飯田街道に接する。（日進市米野木町）

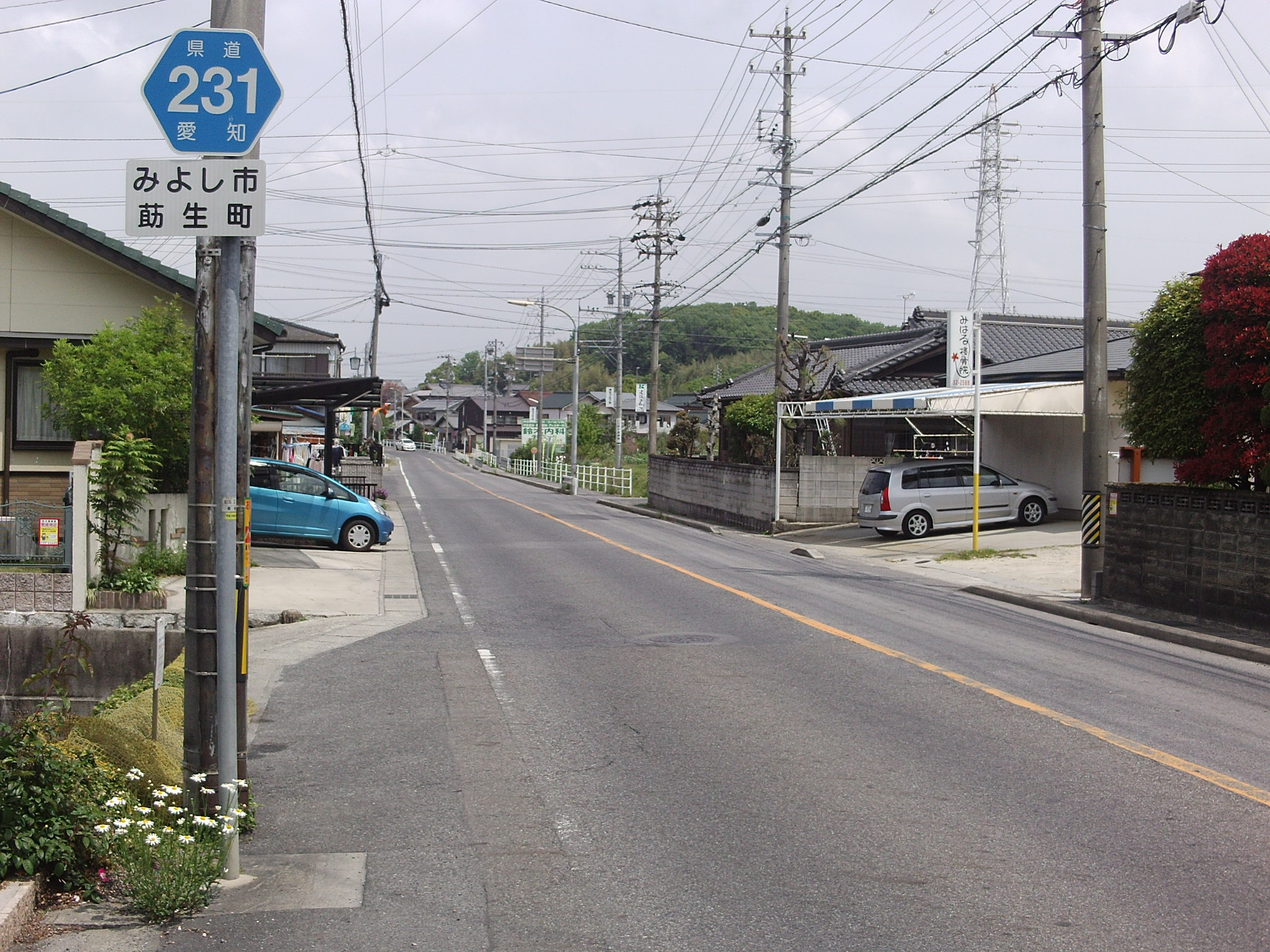
終点、莇生郷交差点付近。挙母街道に接する。（みよし市莇生町）

愛知県道231号米野木莇生線（あいちけんどう231ごう こめのきあざぶせん）は、愛知県日進市から同県みよし市を結ぶ一般県道である。

## 概要

### 路線データ
- 起点：日進市米野木町
- 終点：みよし市莇生町

## 沿革
- 1959年12月15日：認定[1]

## 路線状況

### 別名
- 黒笹通り（みよし市）

### 重複区間
- 昔は 愛知県道54号豊田知立線と福谷落合交差点 - 福谷蓬平地交差点間で重複していたが、54号の福谷宮ノ前交差点 - 莇生原交差点間が54号でなくなったため、重複しなくなった。

## 地理

### 通過する自治体
- 愛知県
  - 日進市 - みよし市

### 交差する道路
- 愛知県道58号名古屋豊田線（飯田街道）（五反田交差点）
- 愛知県道54号豊田知立線（みよし市福谷町（うきがいちょう）地内）
- 愛知県道520号豊田東郷線（挙母街道）（莇生郷交差点）

### 沿線
- 東海学園大学
- 名古屋鉄道（名鉄）豊田線 黒笹駅
- 三好カントリー倶楽部（東海クラシック開催）
- 東名高速道路 東郷PA
- 中部電力 人材開発センター
- 愛知池
- 愛知牧場
- 愛知大学 名古屋キャンパス